# Индонезия на летних Олимпийских играх 1996
Индонезия принимала участие в Летних Олимпийских играх 1996 года в Атланте (США) в десятый раз за свою историю, и завоевала одну серебряную, две бронзовые и одну золотую медали. Сборную страны представляли 40 участников, из которых 17 женщин.

## Золото
- Бадминтон, мужчины — Рекси Майнаки и Ricky Subagja.

## Серебро
- Бадминтон, женщины — Миа Аудина.

## Бронза
- Бадминтон, женщины — Susi Susanti Haditono.
- Бадминтон, мужчины — Denny Kantono и Antonius Iriantho.

## Состав и результаты олимпийской сборной Индонезии

### Дзюдо
Спортсменов — 1
Соревнования по дзюдо проводились по системе на выбывание. Утешительные встречи проводились между спортсменами, потерпевшими поражение в четвертьфинале турнира. Победители утешительных встреч встречались в схватке за 3-е место со спортсменами, проигравшими в полуфинале в противоположной половине турнирной сетки.
Мужчины
| Категория | Спортсмены | 1/32 финала        | 1/16 финала            | 1/8 финала           | Четвертьфинал        | Полуфинал            | Финал                | Место |
| Категория | Спортсмены | Соперник Результат | Соперник Результат     | Соперник Результат   | Соперник Результат   | Соперник Результат   | Соперник Результат   | Место |
| --------- | ---------- | ------------------ | ---------------------- | -------------------- | -------------------- | -------------------- | -------------------- | ----- |
| до 86 кг  | Крисна Баю | Не участвовал      | Леон Виллар (ESP) пор. | Завершил выступление | Завершил выступление | Завершил выступление | Завершил выступление | 21    |